# Maki (Partei)
Die Maki (eigenes Kürzel auf hebräisch מ.ק.י M.Q.J, hebräischem Kürzelgebrauch folgend מק"י MaQI), Akronym von HaMiflagah haQōmūnīsṭīt haJisrɛ̝ʾelīt (hebräisch המִפְלָגָה הַקּוֹמוּנִיסְטִית הַיִּשְׂרְאֵלִית ‚die Israelische Kommunistische Partei‘) ist eine kommunistische Partei in Israel und Bestandteil der politischen Formation Chadasch.

## Geschichte
Im Jahre 1948 gründeten arabisch israelische kommunistische Parteiführer, die im Palästinakrieg im entstehenden Staat Israel geblieben waren, zusammen mit jüdischen Mitgliedern der 1923 gegründeten Kommunistischen Partei Palästinas die Israelische Kommunistische Partei (HaMiflagah haQōmūnīsṭīt haJisrɛ̝ʾelīt), abgekürzt Maki. Zur Zeit des britischen Mandats operierte die Kommunistische Partei aus der Illegalität heraus und erhielt erst nach der Gründung des Staates Israel die Möglichkeit, sich in der Öffentlichkeit zu betätigen.
1951 gab es im christlichen Dorf Eilaboun einen antikommunistischen Brandanschlag auf das örtliche Parteibüro, wobei ein Parteimitglied starb. Zur Schwächung des kommunistischen Einflusses unter den Arabern bzw. Palästinensern Israels hatte dort die Militärverwaltung die Rückkehr der Bewohner bewilligt. Um gegen Maki zu mobilisieren wurde auch Nimr al-Hawari, einem ehemaligen antizionistischen Milizenführer (aber Anti-Husseini) die Rückkehr erlaubt.
Maki war zunächst eine Partei mit jüdischer Mehrheit. Aufgrund von Meinungsverschiedenheiten zwischen den jüdischen und arabischen Mitgliedern, hauptsächlich über den Stellenwert des Zionismus, kam es im Jahre 1965 zu einer Spaltung der Partei. Der Teil, welcher den Namen Maki beibehielt, hatte eine jüdische Mehrheit, während der andere Teil über eine arabische Mehrheit verfügte und den Namen Reschimah Qōmūnīsṭīt Chadaschah (deutsch Neue Kommunistische Liste, abgekürzt Raqach) annahm.

### Maki (1965–75)
Die aus der Spaltung 1965 entstandene Partei Maki löste sich 1975 auf und fusionierte mit dem Zionistisch-sozialistischen Verband (Blau-Weiß-Bewegung) und mit Elementen der sozialistischen Linken zur Partei Moqed.
Im Jahr 1977 bildete Moqed zusammen mit mehreren anderen Parteien die politische Formation Scheli. Dieser Zusammenschluss löste sich vor den Wahlen 1984 auf.

### Rakach (1965–89)
Die Reschima Qomunistit Chadaschah (hebräisch: רְשִׁימָה קוֹמוּנִיסְטִית חֲדָשָׁה ‚Neue Kommunistische Liste‘, abgekürzt רק״ח Raqach) bestand zwischen 1965 und 1989 als Abspaltung der Israelischen Kommunistischen Partei. Im Jahre 1989 kehrte die Partei zu ihrem früheren Namen zurück: HaMiflagah haQōmūnīsṭīt haJisrɛ̝ʾelīt (deutsch die Israelische Kommunistische Partei).
Rakach wurde 1965 gegründet, als sich die Israelische Kommunistische Partei (Maki) in zwei Gruppen aufspaltete. Der Spaltung gingen innerparteiliche Gegensätze in der Frage einer Neubewertung des Zionismus, der Stellung zu den arabischen Staaten, und, damit im Zusammenhang stehend, der Haltung zur Sowjetunion, voraus. Die organisatorische Spaltung der Partei im August 1965 fand jedoch im Einvernehmen beider Seiten statt. Die Mehrheit der jüdischen Parteimitglieder von Maki, welche sich weigerten, den antizionistischen Kurs mitzutragen, trennten sich von der Partei und übernahmen deren Namen (mit gerichtlicher Unterstützung). Der Zusammenschluss Maki stützte sich auf die jüdischen, der Zusammenschluss Rakach mehrheitlich auf arabische Wählerkreise. Die Leiter von Rakach waren Tawfik Toubi, Meʾir Vilner, Tawfiq Ziad und David Chanin.
Rakach trat 1965, 1969 und 1973 an den Knesset-Wahlen als eigenständige Partei auf und erhielt jeweils drei bis vier Mandate. Zu den israelischen Parlamentswahlen 1973 bildeten Rakach und Maki die gemeinsame Liste Moqed. Nach 1977 schloss die Partei sich bei den folgenden Knesset-Wahlen dem Bündnis Chadasch an. 1989 nahm sie wieder den Namen „Maki“ an, war aber weiterhin Teil des Chadasch-Bündnisses.

## Internationale Beziehungen
Die Kommunistische Partei der Sowjetunion verhielt sich nach der Abspaltung von 1965 zunächst abwartend. Der Ausgang des Sechstagekriegs veranlasste sie, die Beziehungen zum Zusammenschluss Maki zu lösen und Rakach als legitime Bruderpartei in Israel zu betrachten.
Andere kommunistische Parteien, u. a. diejenigen Rumäniens, Italiens, Norwegens, Schwedens, der Niederlande und Australiens, erkannten beide 1965 entstandenen Zusammenschlüsse an.